# The KAH
The KAH（ザ・カー）とは、日本のダンスミュージックユニットである。KOHJIRO、HAIOKAの2人で構成されていて、2012年9月より東京でライブ活動を、2013年1月より配信リリースを開始する。2人は元BREMENのメンバーである。
2013年は、毎月最終週にiTunesにてデジタルで1曲ずつリリースする。

## メンバー
- KOHJIRO - ヴォーカル、ギター、キーボード、プログラミング
  - 北海道出身。AB型。
- HAIOKA - プログラミング
  - 神奈川県横浜市出身。AB型。

| スタブアイコン | サブスタブ | この項目は、まだ閲覧者の調べものの参照としては役立たない、歌手に関連した書きかけの項目です。この項目を加筆・訂正などしてくださる協力者を求めています（P:音楽/PJ:芸能人）。 |